# Тодор-Икономово
Тодор-Икономово (болг. Тодор Икономово) — село в Болгарии. Находится в Шуменской области, входит в общину Каолиново. Население составляет 2 318 человек.

## Политическая ситуация
В местном кметстве Тодор-Икономово, в состав которого входит Тодор-Икономово, должность кмета (старосты) исполняет Шинаси Исмаил Исмаил (Движение за права и свободы (ДПС)) по результатам выборов правления кметства.
Кмет (мэр) общины Каолиново — Нида Намыков Ахмедов Движение за права и свободы (ДПС)) по результатам выборов в правление общины.